# الكسندر راي
الكسندر راي (بالإنجليزية: Alexander Ray)‏ هو دراج نيوزلندي، ولد في 3 أكتوبر 1990 في أوكلاند في نيوزيلندا.

## وصلات خارجية
- الكسندر راي على موقع الاتحاد الدولي للدراجات (الإنجليزية)
- الكسندر راي على موقع أرشيف الدراجات (الإنجليزية)
- الكسندر راي على موقع إحصائيات الدراجات الإحترافية (الإنجليزية)
- الكسندر راي على موقع نسبة الدراجات (الإنجليزية)